# Fredrik Rogstadius
Hans Fredrik Mauritz Rogstadius, född den 8 juli 1827 i Skogs församling, Gävleborgs län, död den 30 juli 1894 i Uppsala, var en svensk läkare. 
Rogstadius blev student vid Uppsala universitet 1847, medicine kandidat 1859 och medicine licentiat 1863. Han var distriktsläkare i Löfsta distrikt i Uppsala län 1863–1873, andre bataljonsläkare vid Helsinge regemente 1873–1883 och förste bataljonsläkare där 1883–1888, distriktsläkare i Bollnäs distrikt i Gävleborgs län 1873–1881, järnvägsläkare vid Statens järnvägsbyggnader 1876–1878 och vid bandelen Järbo–Arbrå 1878–1888 samt regementsläkare vid Västerbottens fältjägarekår 1888–1893.